# قسم جوشق الريفي (مقاطعة دليجان)
قسم جوشق الريفي (بالفارسية: دهستان جوشق) هي منطقة ريفية تقع في قسم في إيران. يقدر عدد سكانها بـ 1,805 نسمة .